# Hong Chul
Đây là một tên người Triều Tiên, họ là Hong.
Hong Chul (Hangul: 홍철; phát âm tiếng Hàn Quốc: [hoŋ.tɕʰʌl]; Hán-Việt: Hồng Triết; sinh ngày 17 tháng 9 năm 1990) là một cầu thủ bóng đá Hàn Quốc thi đấu cho đội bóng K League 1 Suwon Samsung Bluewings.

## Sự nghiệp quốc tế
Vào tháng 5 năm 2018 anh có tên trong đội hình sơ loại 28 người tham dự Giải vô địch bóng đá thế giới 2018 ở Nga.

## Thống kê sự nghiệp câu lạc bộ
Tính đến 6 tháng 10 năm 2019
| Thành tích câu lạc bộ | Thành tích câu lạc bộ    | Thành tích câu lạc bộ | Giải vô địch | Giải vô địch | Cúp     | Cúp       | Cúp Liên đoàn | Cúp Liên đoàn | Play-off | Play-off  | Châu lục | Châu lục  | Tổng cộng | Tổng cộng |
| Mùa giải              | Câu lạc bộ               | Giải vô địch          | Số trận      | Bàn thắng    | Số trận | Bàn thắng | Số trận       | Bàn thắng     | Số trận  | Bàn thắng | Số trận  | Bàn thắng | Số trận   | Bàn thắng |
| Hàn Quốc              | Hàn Quốc                 | Hàn Quốc              | Giải vô địch | Giải vô địch | Cúp KFA | Cúp KFA   | Cúp Liên đoàn | Cúp Liên đoàn | Play-off | Play-off  | Châu Á   | Châu Á    | Tổng cộng | Tổng cộng |
| --------------------- | ------------------------ | --------------------- | ------------ | ------------ | ------- | --------- | ------------- | ------------- | -------- | --------- | -------- | --------- | --------- | --------- |
| 2010                  | Seongnam Ilhwa           | K League 1            | 18           | 1            | 3       | 0         | 4             | 1             | —        | —         | 9        | 0         | 34        | 2         |
| 2011                  | Seongnam Ilhwa           | K League 1            | 20           | 3            | 4       | 0         | 4             | 1             | —        | —         | —        | —         | 28        | 4         |
| 2012                  | Seongnam Ilhwa           | K League 1            | 30           | 2            | 1       | 0         | —             | —             | —        | —         | 5        | 0         | 36        | 2         |
| 2013                  | Suwon Samsung Bluewings  | K League 1            | 34           | 2            | 1       | 0         | —             | —             | —        | —         | 5        | 0         | 40        | 2         |
| 2014                  | Suwon Samsung Bluewings  | K League 1            | 29           | 0            | 1       | 0         | —             | —             | —        | —         | —        | —         | 30        | 0         |
| 2015                  | Suwon Samsung Bluewings  | K League 1            | 30           | 0            | 1       | 0         | —             | —             | —        | —         | 4        | 0         | 35        | 0         |
| 2016                  | Suwon Samsung Bluewings  | K League 1            | 12           | 0            | 3       | 0         | —             | —             | —        | —         | 0        | 0         | 15        | 0         |
| 2017                  | Sangju Sangmu (quân đội) | K League 1            | 27           | 1            | 0       | 0         | —             | —             | 2        | 0         | —        | —         | 29        | 1         |
| 2018                  | Sangju Sangmu (quân đội) | K League 1            | 22           | 1            | 0       | 0         | —             | —             | —        | —         | —        | —         | 22        | 1         |
| 2018                  | Suwon Samsung Bluewings  | K League 1            | 8            | 0            | 1       | 0         | —             | —             | —        | —         | —        | —         | 9         | 0         |
| 2019                  | Suwon Samsung Bluewings  | K League 1            | 28           | 1            | 5       | 0         | —             | —             | —        | —         | —        | —         | 33        | 1         |
| Tổng cộng             | Hàn Quốc                 | Hàn Quốc              | 258          | 11           | 20      | 0         | 8             | 2             | 2        | 0         | 23       | 0         | 311       | 13        |
| Tổng cộng sự nghiệp   | Tổng cộng sự nghiệp      | Tổng cộng sự nghiệp   | 258          | 11           | 20      | 0         | 8             | 2             | 2        | 0         | 23       | 0         | 311       | 13        |

### Bàn thắng quốc tế
Bàn thắng và kết quả của Hàn Quốc được để trước.
| #  | Ngày                | Địa điểm                              | Đối thủ   | Bàn thắng | Kết quả | Giải đấu      |
| -- | ------------------- | ------------------------------------- | --------- | --------- | ------- | ------------- |
| 1. | 24 tháng 7 năm 2022 | Sân vận động Toyota, Toyota, Nhật Bản | Hồng Kông | 2–0       | 3–0     | EAFF Cup 2022 |

## Danh hiệu

### Câu lạc bộ
Seongnam Ilhwa Chunma
- Giải vô địch bóng đá các câu lạc bộ châu Á (1): 2010
- Cúp FA (1): 2011

Suwon Samsung Bluewings
- Cúp FA (1): 2016

### Quốc tế
Hàn Quốc
- Cúp bóng đá Đông Á (1): 2015